# Court Tomb von Ballynichol

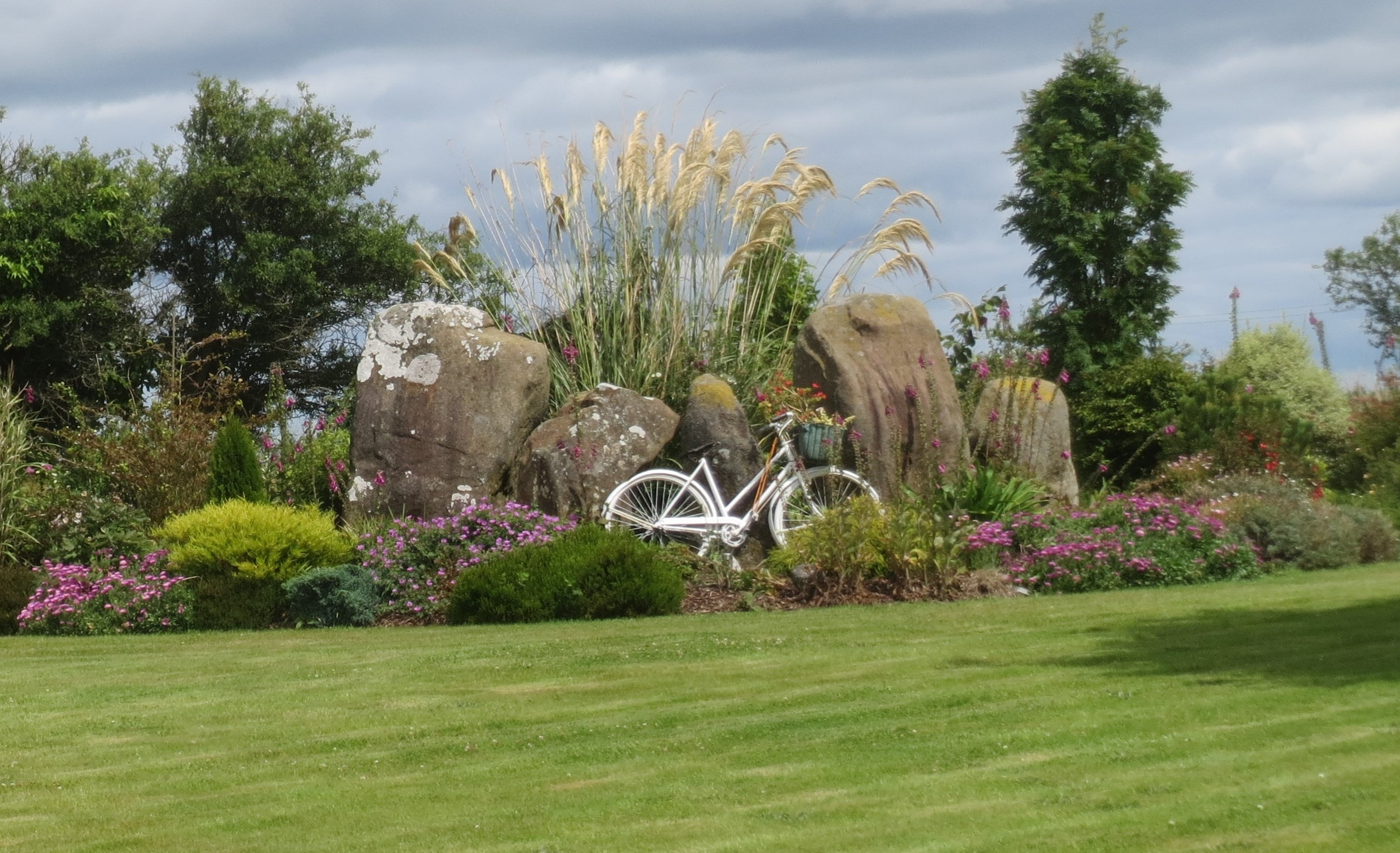
Ballynichol Court Tomb

Das Court Tomb von Ballynichol steht in einem Garten im Townland Ballynichol (irisch Baile Niocail) in der Nähe von Comber im County Down in Nordirland. Es ist lokal unter den Namen The Hand of Jacks und auch The Five Sisters bekannt.
Von dem Court Tomb sind fünf große Steine erhalten, die einen Halbbogen bilden, Sie waren Teil des Hofs (englisch court). Bei Ausgraben 1955 wurde festgestellt, dass die Grabanlage zerstört worden war. Bei den Grabungen wurden Knochenfragmente eines Erwachsenen gefunden.
Der Besitzer des Grundstücks, auf dem sich das Tomb befindet, hat es in seine Gartenanlage integriert.